# Protection des sources d'information des journalistes en droit canadien
Pour un article plus général, voir Protection des sources d'information des journalistes.
En droit canadien, la protection des sources d'information des journalistes est accordée par des lois statutaires adoptées depuis la fin des années 2010. 

## Absence de privilège générique de common law
En common law canadienne, il n'existe pas de privilège générique de common law qui protège les sources journalistiques en l'absence de tout texte législatif, comme c'est le cas pour le privilège avocat-client, le privilège relatif aux indicateurs de police et le privilège relatif au litige. C'est ce que la Cour suprême du Canada affirme dans l'arrêt R. c. National Post et dans l'arrêt Globe and Mail c. Canada (Procureur général). En l'absence de loi, la common law applique une série de critères au cas par cas, appelés critères de Wigmore, pour déterminer si les sources sont protégées. D'après l'arrêt  R c. Gruenke, ces mêmes critères de Wigmore sont aussi appliqués aux membres du clergé dans les huit provinces canadiennes sur dix qui ne reconnaissent pas le secret du confessionnal.

## Absence de violation de la liberté de presse de la Charte canadienne
Dans les arrêts précités, la Cour suprême a également jugé qu'en règle générale, une ordonnance enjoignant un journaliste à communiquer ses sources n'est pas en violation de la liberté de presse prévue à l'article 2b) de la Charte canadienne des droits et libertés.

## Absence de secret professionnel
La protection des sources journalistiques n'est pas non plus couverte par le secret professionnel en droit civil québécois parce que l'article 2858 du Code civil du Québec qui concerne le secret professionnel est interprété à la lumière de l'article 1 du Code des professions qui exige que pour être considéré comme professionnel au sens de la loi, il faut être membre d'un ordre professionnel. Or, les journalistes québécois n'ont pas d'ordre professionnel à l'heure actuelle.

## Adoption de lois statutaires
Cela dit, depuis les années 2010, des lois statutaires ont été adoptées afin d'éviter aux journalistes de subir l'application des critères de Wigmore. La Loi sur la protection des sources journalistiques a été adoptée par le législateur fédéral canadien. La Loi sur la protection de la confidentialité des sources journalistiques a été adoptée par le législateur provincial québécois. Puisqu'elles utilisent le verbe « peut  » plutôt que le verbe « doit », ces lois ne créent pas d'obligation de dénoncer l'existence d'une source journalistique protégée lors d'un procès, mais énoncent seulement la possibilité de le faire, et ce en fonction de critères d'intérêt public plutôt que d'ordre public. Par conséquent, la protection accordée aux journalistes n'est pas aussi intense juridiquement que la protection offerte aux  professions couvertes par le Code des professions, le Code civil et la Charte des droits et libertés de la personne.

## Absence de lien solide avec la législation relative à la protection des lanceurs d'alerte
Au Québec, la protection des sources journalistiques n'a rien à voir avec la protection des lanceurs d'alerte car la loi actuelle sur les lanceurs d'alerte ne protège pas les lanceurs d'alerte qui communiquent des informations aux journalistes. Elle ne vise que les personnes qui communiquent des renseignements au protecteur du citoyen, selon les critères restrictifs de la loi. Pour cette raison, les personnes qui communiquent des informations aux journalistes en se croyant lanceurs d'alerte peuvent être congédiées.